# Port autonome de Toamasina
Le port autonome de Toamasina ou port autonome de Tamatave est un port de l'océan Indien dans la ville de Toamasina à Madagascar.  
Le port est le principal port du pays.

## Activités
Le port de Toamasina traite environ 80% du trafic maritime international du pays. 
Le port traite annuellement environ 1 600 000 tonnes de fret et 18 900 EVP.
Le port est un port de marchandises telles que le ciment, le gravier, la farine de blé, l’huile comestible, l’urée, les textiles, les grains, les céréales, les minerais de chrome, le bois, le café, les épices, la vanille, le sucre, le pétrole et ses dérivés.
Le port est principalement une installation de manutention de conteneurs puisque 75 % de sa cargaison est constituée de marchandises conteneurisées. 
Le terminal à conteneurs du port s’étend sur 140 000 m2, avec une capacité de stockage quotidienne d’environ 7 000 EVP.
Le port est relié à la  N2 et aux chemins de fer nationaux.

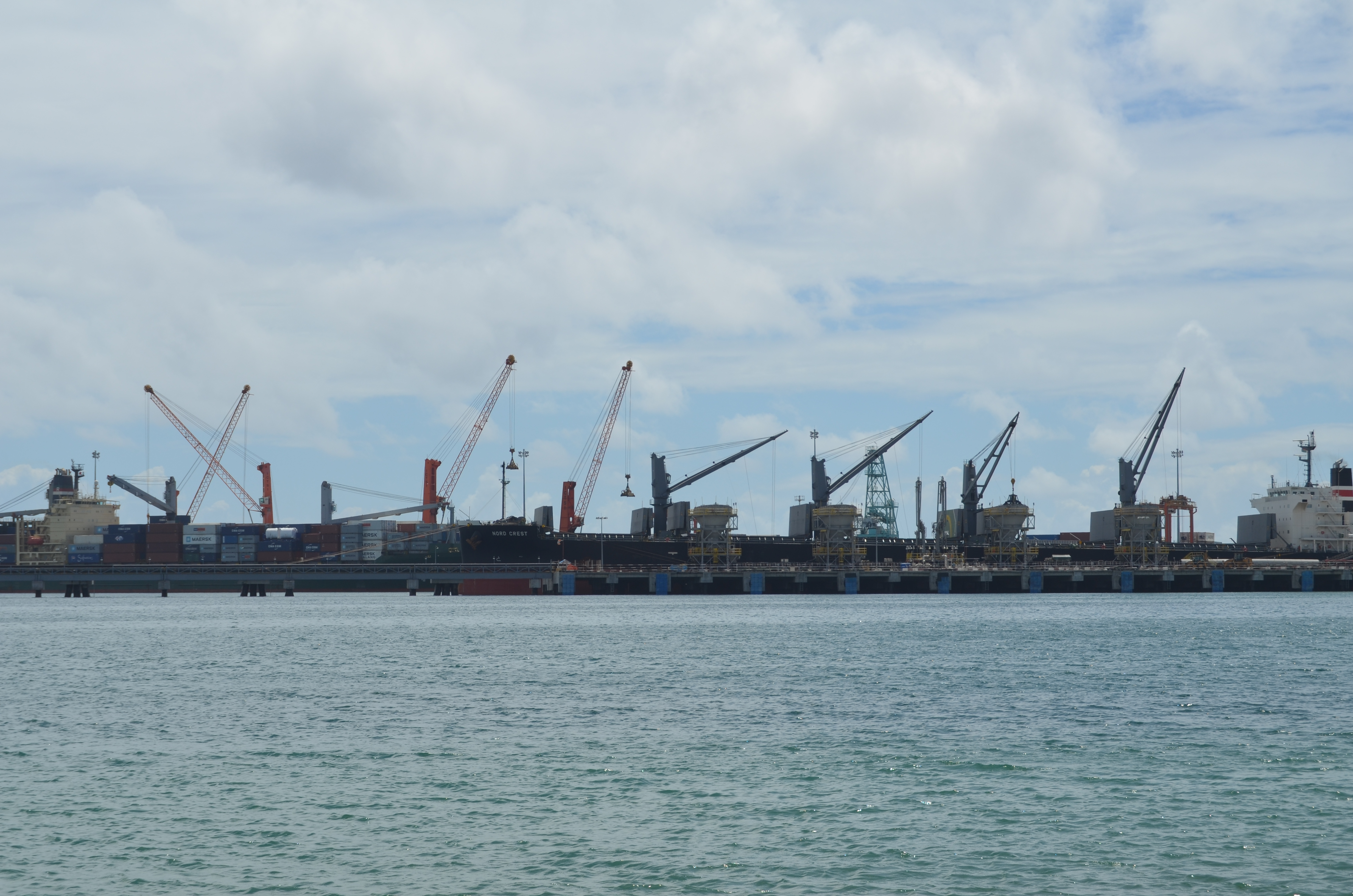
Vue du port de Toamasina.

## Extension du port
Depuis 2018, la Société du Port Autonome de Toamasina (SPAT), chargée de sa gestion du port de Tamatave, a entamé des travaux de son extension financés pour les deux tiers par l'Agence japonaise de coopération internationale (JICA) par un prêt de 411 millions de dollars remboursable sur 40 ans. Ces travaux d'agrandissement doivent permettre au port de quadrupler sa capacité de fret (notamment en porte-conteneurs) et en accueillant des cargos plus gros. 